# 程雍
程雍（4月11日—），中國大陸男演員，出生于辽宁，毕业于中央戏剧学院。参加北京青年、别逼我结婚、敢爱。三部剧中分别饰演性格不同的慈父。

## 影视作品
- 大江东去 - 饰演:施大可
- 少女总裁 - 饰演:黄海山
- 奋斗 - 饰演:米立雄（米莱爸爸）
- 北京青年 - 饰演:何守四（何北爸爸）
- 别逼我结婚 - 饰演:江德才
- 敢愛 - 饰演:雷和
- 假如幸福来临(2014年) - 饰演：吴世奎
- 我不是精英(2016年) - 饰演:米红旗[3]
- 愛的厘米(2020年) - 饰演:高建瓴